# Omrí
Segons la Bíblia, Omrí (en hebreu, עמרי Omriyyāh) o Amrí, va ser el sisè rei del Regne d'Israel després de la seva divisió. La seva capital va ser Tirsà, que sembla que s'ubicava a prop de Siquem. Va governar 4 anys lluitant en una guerra civil contra Tibní i 8 anys sol amb poder absolut, entre 885-874 a.n.e. segons la cronologia tradicional, o entre 951-940 a.n.e. segons la cronologia bíblica.

Quan Zimrí va intentar usurpar el tron, l'exèrcit va fer rei a Omrí, que ja era el seu cap. No sabem més d'ell, només que va fundar la tercera dinastia del nou Regne d'Israel, després de la de Jeroboam i Baixà. Pel que fa a Zimrí, només va durar 7 dies. Quan es va veure sense sortida, al palau reial de Tirsà, va calar foc a la casa amb ell a dins. Però Omrí no trobaria des d'aleshores un camí fàcil.
Un tal Tibní, fill de Guinat, del qual no se sap res més, va aconseguir que la meitat del poble el vulgués com a rei. Així va esclatar una guerra civil que va durar 4 anys. Tibní va morir finalment, tot i que no se sap com. Però Omrí va assolir el poder absolut.
Cap a la meitat del seu regnat, Omrí va prendre la sàvia decisió de traslladar la seva capital, Tirsà, que era una ciutat fàcil de capturar. Va comprar una muntanya molt adequada com a fortalesa, i va edificar-hi una nova ciutat, Samaria, capaç de resistir setges prolongats.
En el transcurs del seu regnat, Omrí es va trobar amb diversos revessos, com haver de lliurar algunes ciutats al rei de Síria i pagar tribut a Assíria. Això el convertia en el primer rei israelita en fer-ho. Després de 8 anys de regnat, va morir i va ser enterrat a Samaria. El seu fill Acab el succeiria.

## Historicitat d'Omrí
A l'Estela de Moab, el rei moabita Mesha explica la dominació patida pels reis israelites Omrí i el seu fill Acab.